# K2-72e
K2-72e je exoplaneta obíhající v obyvatelné zóně hvězdy K2-72 (známé též jako EPIC 206209135 nebo 2MASS J22182925–0936443), která se nachází přibližně 217 světelných let (66 parseků) od Země v souhvězdí Vodnáře. Tato planeta byla objevena 18. července 2016 v rámci rozšířené mise sondy Kepler pomocí tranzitní metody. Na základě odhadů hustoty je považována za kamennou planetu podobnou Zemi.

## Charakteristika
K2-72e má hmotnost odhadovanou kolem 2,21násobku hmotnosti Země a její poloměr činí přibližně 1,29 poloměru Země. Vzhledem k nízké jasnosti hvězdy a obtížnosti měření radiálních rychlostí jde však o odhad s možnou větší nejistotou. Planeta obíhá svoji mateřskou hvězdu jednou za 24,159 dne po oběžné dráze s velkou poloosou přibližně 0,106 AU a výstředností kolem 0,11.
Podle teoretických modelů může být planeta v vázané rotaci (tzv. tidal locking), takže k hvězdě nastavuje stále stejnou polokouli. Rovnovážná teplota planety je odhadována na 261 K (−12 °C). Pokud by exoplaneta disponovala dostatečně silnou atmosférou, je možné, že by se na jejím povrchu mohla vyskytovat kapalná voda.

### Atmosférické podmínky
Planety obíhající blízko červených trpaslíků mohou být vystaveny intenzivnímu hvězdnému záření i erupcím, které mohou vést k erozi atmosféry. V případě K2-72e by magnetické pole planety mohlo částečně omezit ztrátu atmosféry a udržet stabilní povrchové podmínky. Při absenci atmosféry by však teplotní extrémy na přivrácené a odvrácené polokouli mohly být značné, a tak by se kapalná voda dlouhodobě udržet nemusela.

## Mateřská hvězda
K2-72 (EPIC 206209135) je červený trpaslík spektrální třídy M2,7 V s hmotností přibližně 27 % hmotnosti Slunce a poloměrem asi 33 % slunečního poloměru. Teplota jejího povrchu je přibližně 3360 K a svítivost dosahuje pouze 1,3 % sluneční svítivosti. Vzhledem k tomu, že obyvatelná zóna červených trpaslíků se nachází v mnohem menší vzdálenosti od hvězdy, K2-72e i přes svoji velmi krátkou oběžnou dobu oproti planetám Sluneční soustavy spadá do oblasti, kde by voda mohla zůstat v kapalném stavu.

## Objev a význam
Objev K2-72e a dalších tří planet v systému K2-72 byl oznámen v roce 2016 jako součást výsledků mise Kepler. Planeta K2-72e je cenným cílem pro podrobné zkoumání atmosféry, a to zejména s ohledem na možnost existence kapalné vody a biologicky významných plynů. Výsledky takových pozorování by mohly přispět k lepšímu pochopení procesů formování a vývoje obyvatelných světů v okolí malých hvězd.

### Budoucí výzkum pomocí JWST
Vesmírný dalekohled Jamese Webba (JWST) představuje klíčový nástroj, který by mohl poskytnout detailní informace o atmosféře K2-72e. Teleskop dokáže skrze měření tranzitních spekter zjistit složení atmosféry (například detekovat vodu, metan či kyslík). Přesnější data o hmotnosti mohou v budoucnu zajistit spektrografy nové generace (např. ESPRESSO na Very Large Telescope) nebo probíhající či plánované kosmické mise jako TESS či PLATO.